# Rhaphium aequale
Rhaphium aequale är en tvåvingeart som beskrevs av Van Duzee 1927. Rhaphium aequale ingår i släktet Rhaphium och familjen styltflugor.
Artens utbredningsområde är Idaho. Inga underarter finns listade i Catalogue of Life.